# 不動バイパス
不動バイパス（ふどうバイパス）は、奈良県吉野郡下北山村と和歌山県東牟婁郡北山村を結ぶ道路（村道）。両区間を結ぶ国道169号線を事実上バイパスし、ショートカットする道路で、国土交通省近畿地方整備局が町村代行で整備した路線である。 正式名称は奈良県側が「村道不動線」、和歌山県側が「村道市老谷線」。

## 概要

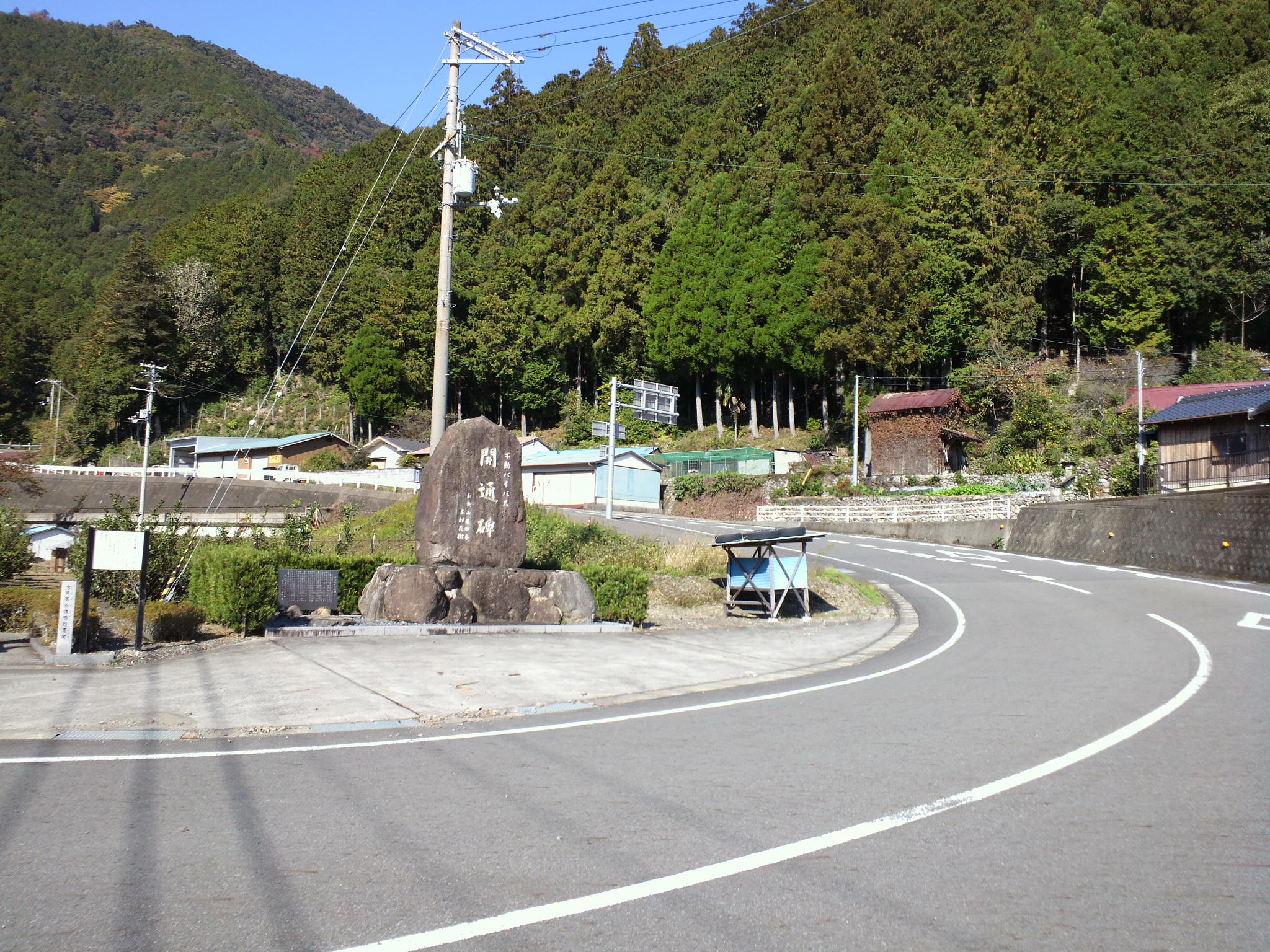
不動バイパス開通碑（北山村七色）

下北山村と北山村を結ぶ道路としては前述のとおり国道169号線があるが、両地域を結ぶ区間は狭隘道路かつ線形が悪く、災害による通行止めもしばしば起きていたため、
両地域を直結するバイパスとして建設された。本道開通前は40分かかった区間が、開通後は10分で通行できるようになった。北山村七色の国道169号交差点北東角に「不動バイパス 開通碑」が建てられている。
県境にある不動トンネル（全長2,038m）は、奈良県の道路トンネルの長さとしては2007年度時点では6位。
諸元
- 区間：奈良県吉野郡下北山村大字上桑原 ～ 和歌山県東牟婁郡北山村大字七色
- 全長：4,200m （奈良県側1,344m、和歌山県側2,856m）
- 開通：2003年（平成15年）12月19日

## 脚註・出典
1. ↑  奈良県道229号上池原下桑原線を経由する。
2. ↑  https://www.kkr.mlit.go.jp/wakayama/jigyo_road/mitiplan/h16.pdf
3. ↑  
わかやま北南ニュース 待望のトンネル開通で30分も時間短縮！（和歌山県民の友WEB版2月号（2004年2月））
4. ↑  奈良県のトンネル延長ベスト10/奈良県公式ホームページ記載。ただし、奈良県域は744m。